# Lycopus uniflorus
Lycopus uniflorus är en kransblommig växtart som beskrevs av André Michaux. Lycopus uniflorus ingår i släktet strandklor, och familjen kransblommiga växter.

## Underarter
Arten delas in i följande underarter:
- L. u. ovatus
- L. u. uniflorus

## Bildgalleri

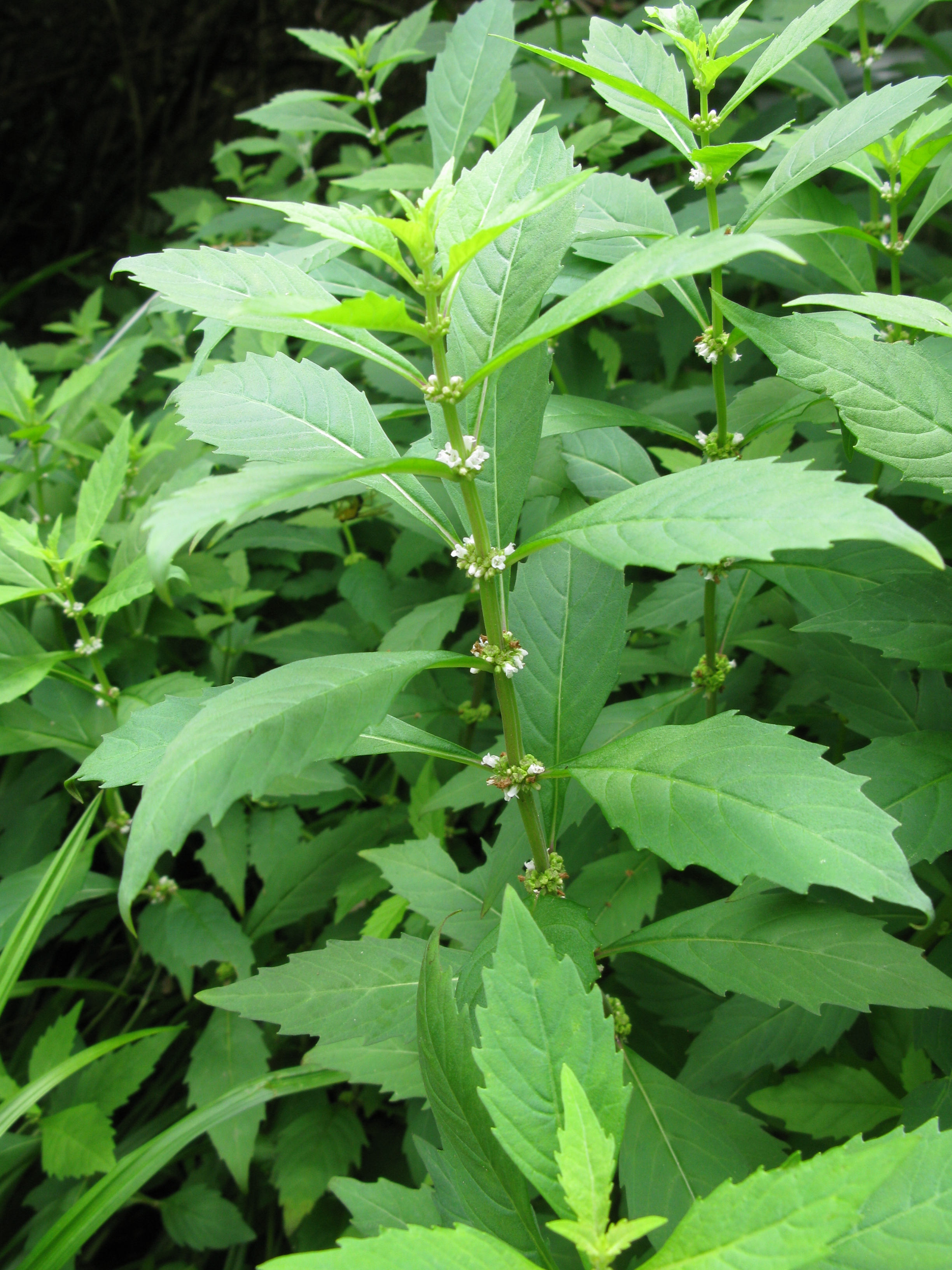
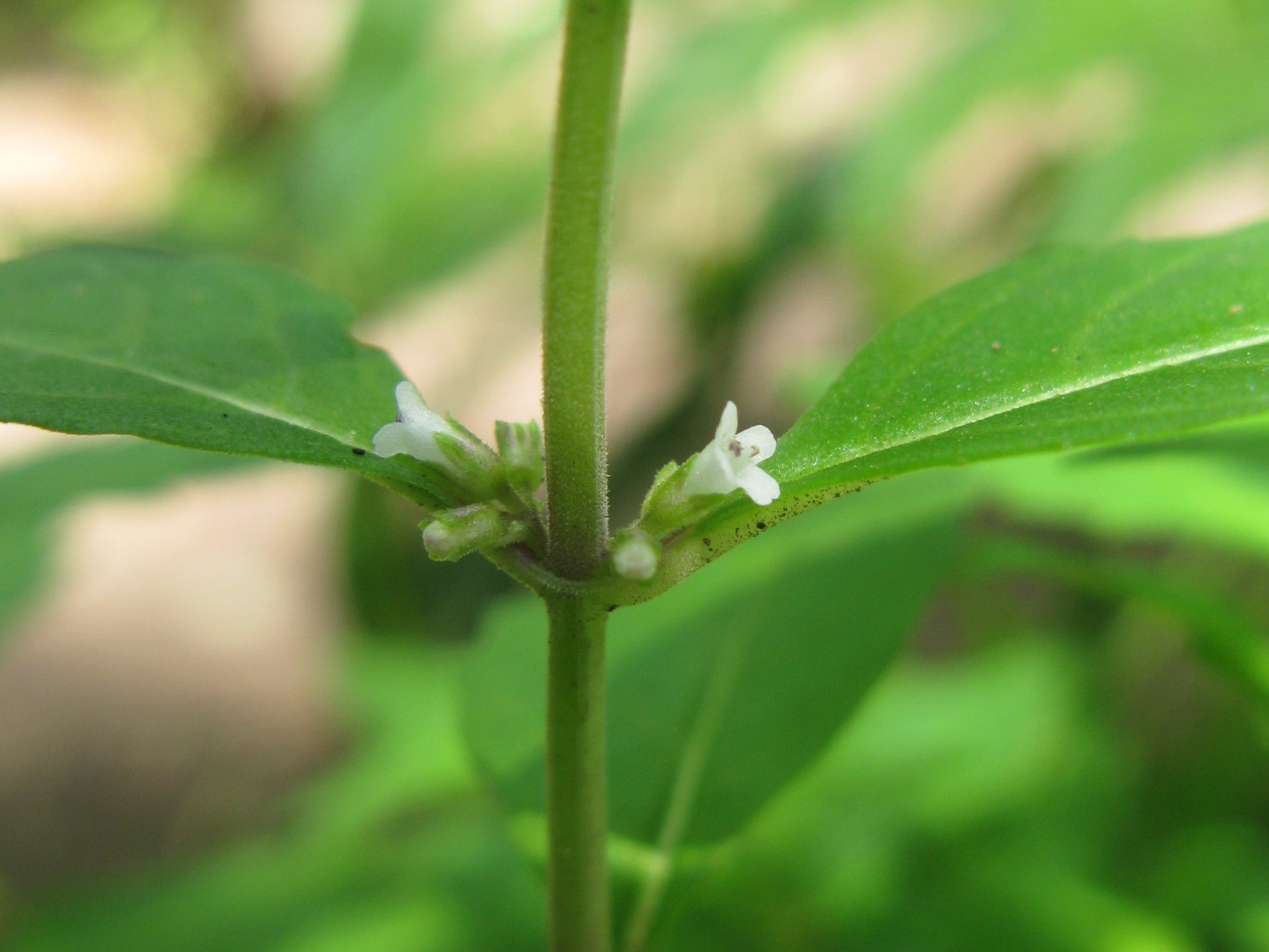
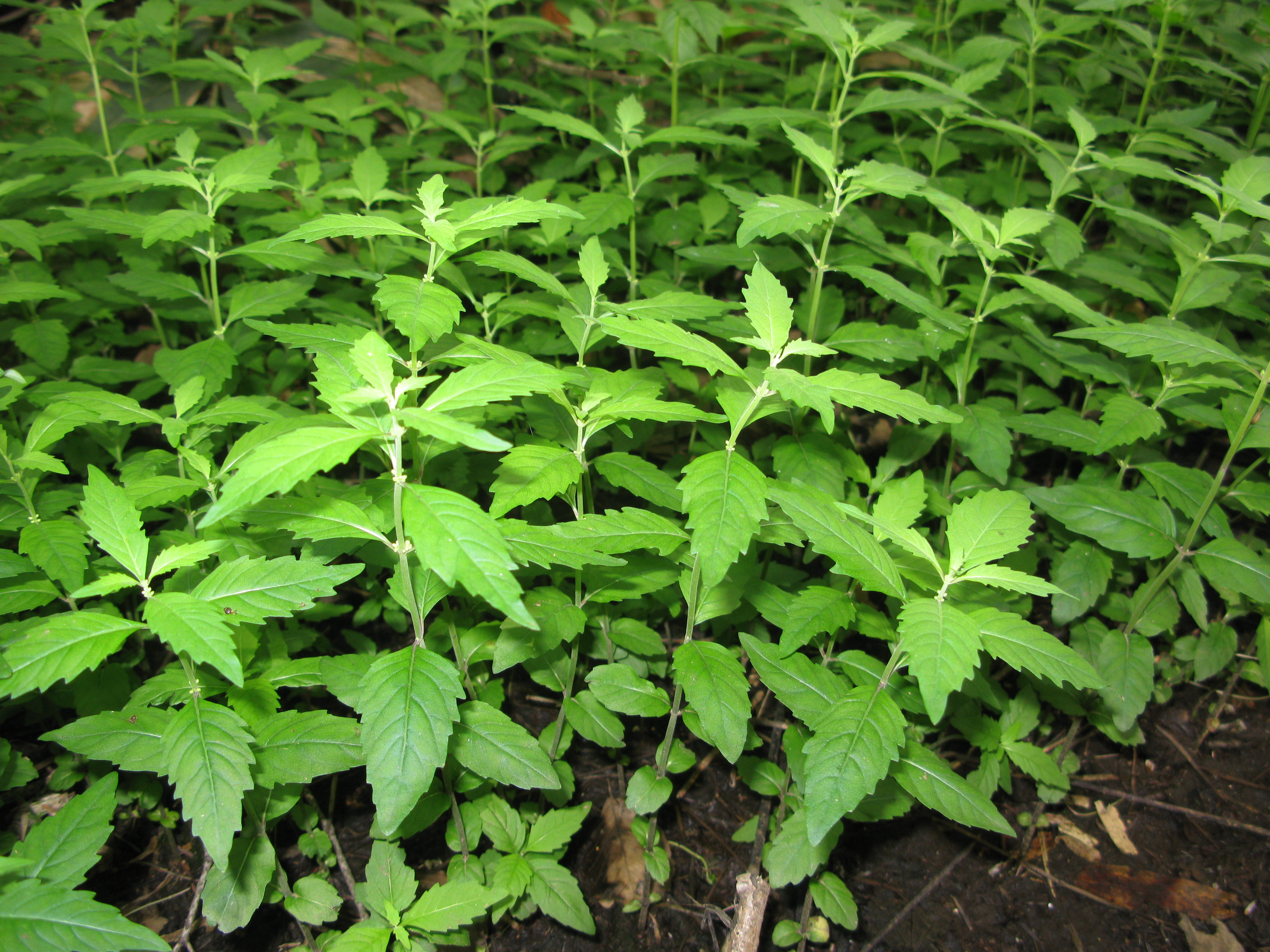
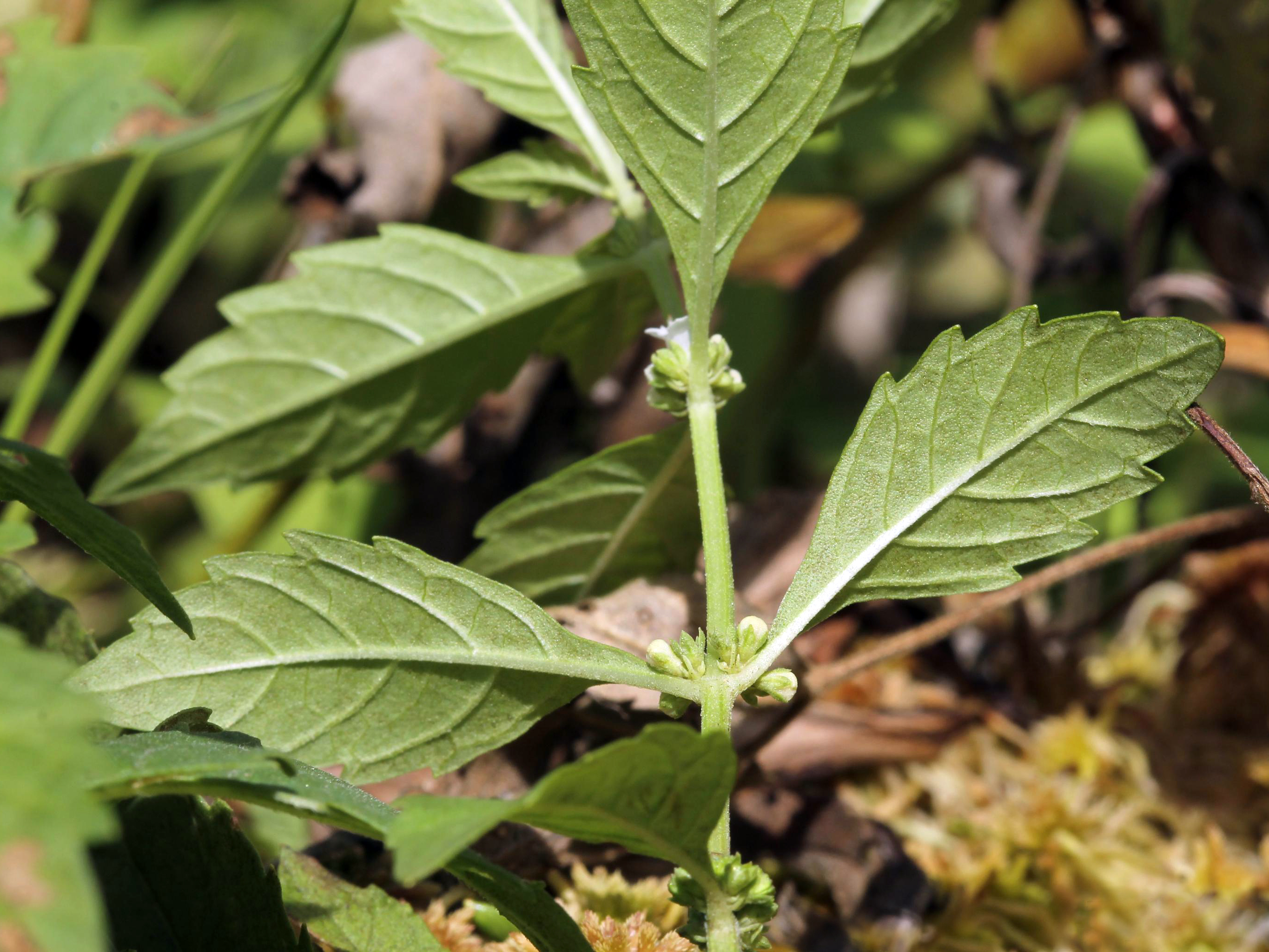
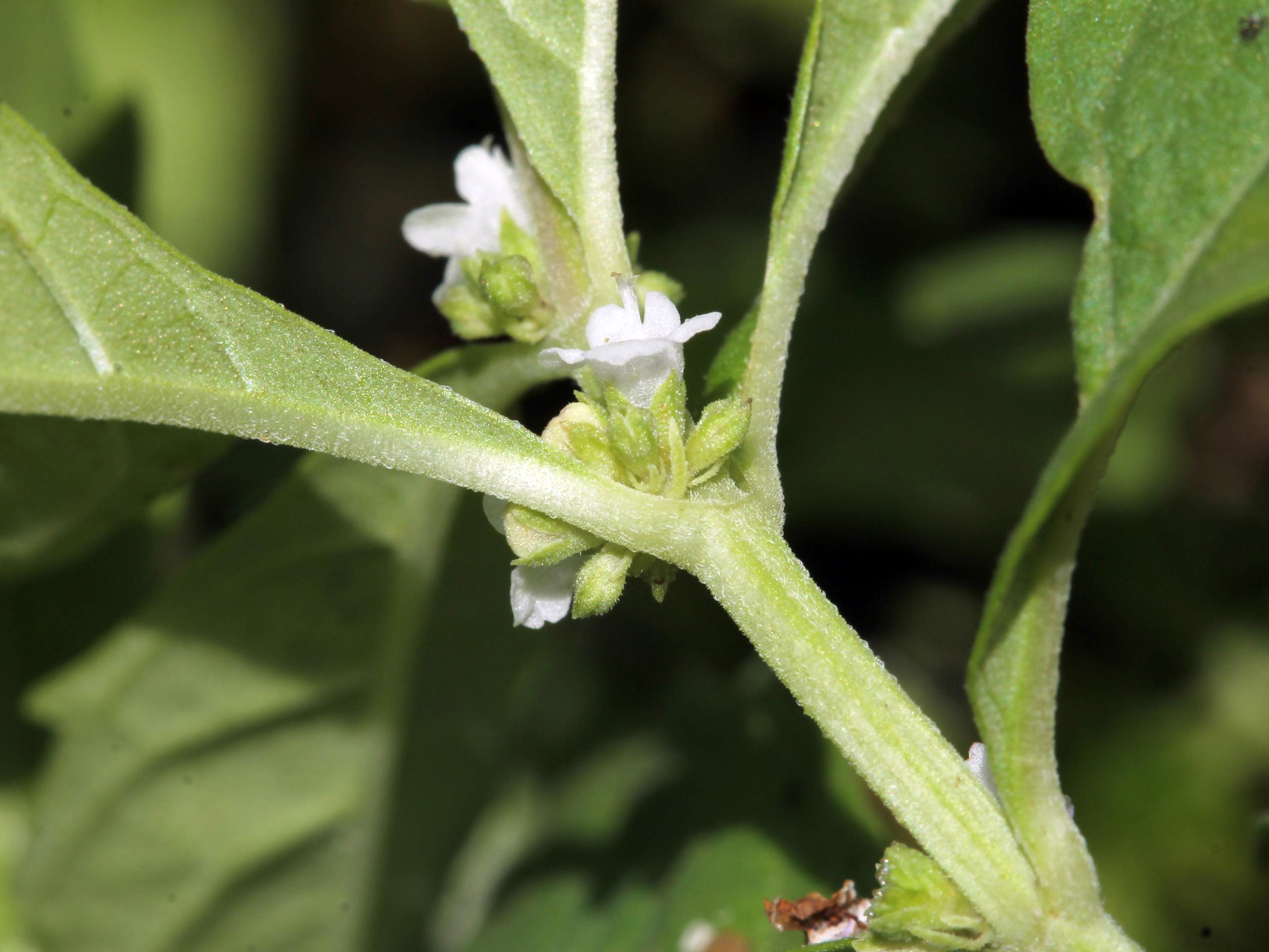
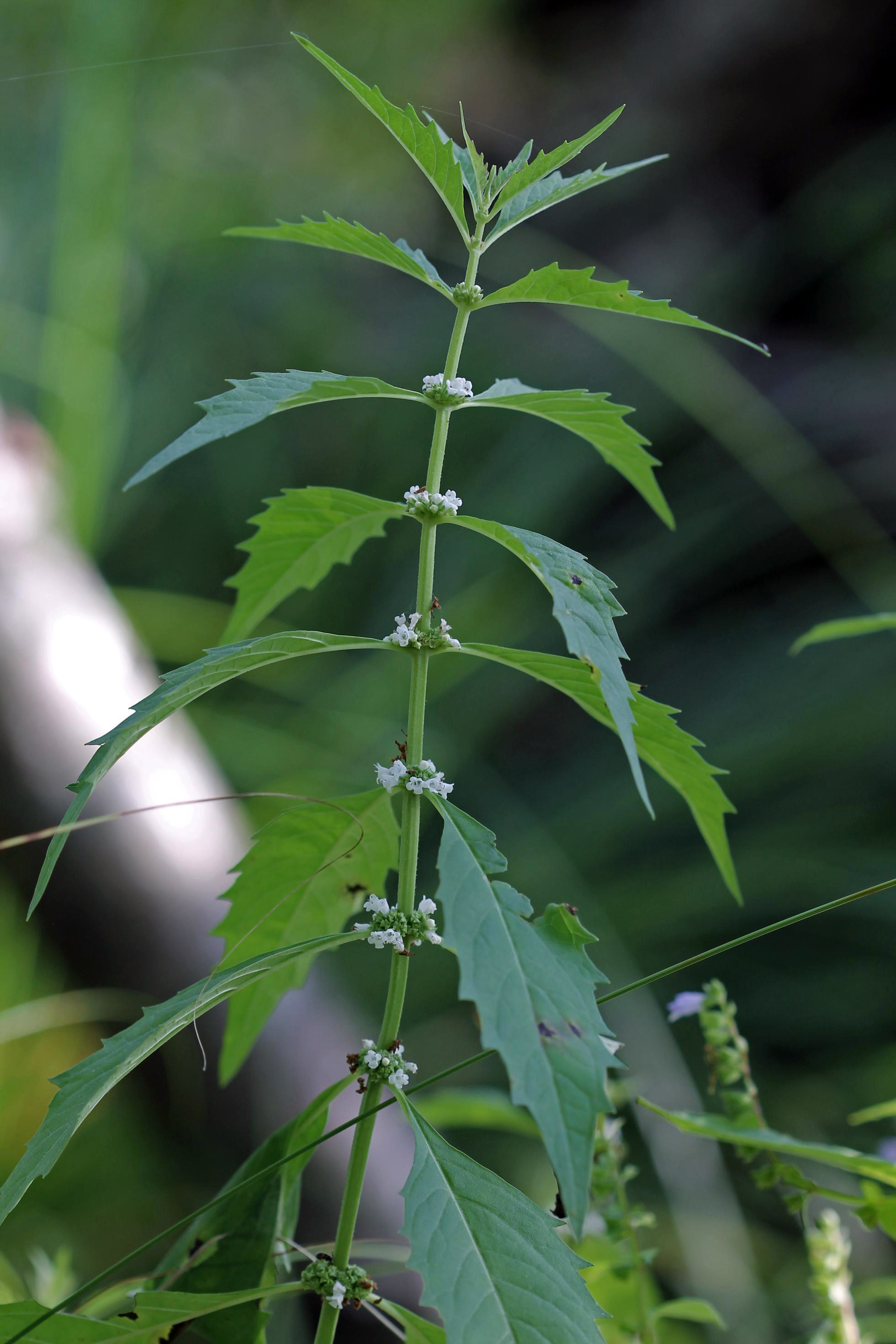